# Bibliothek Veltheim

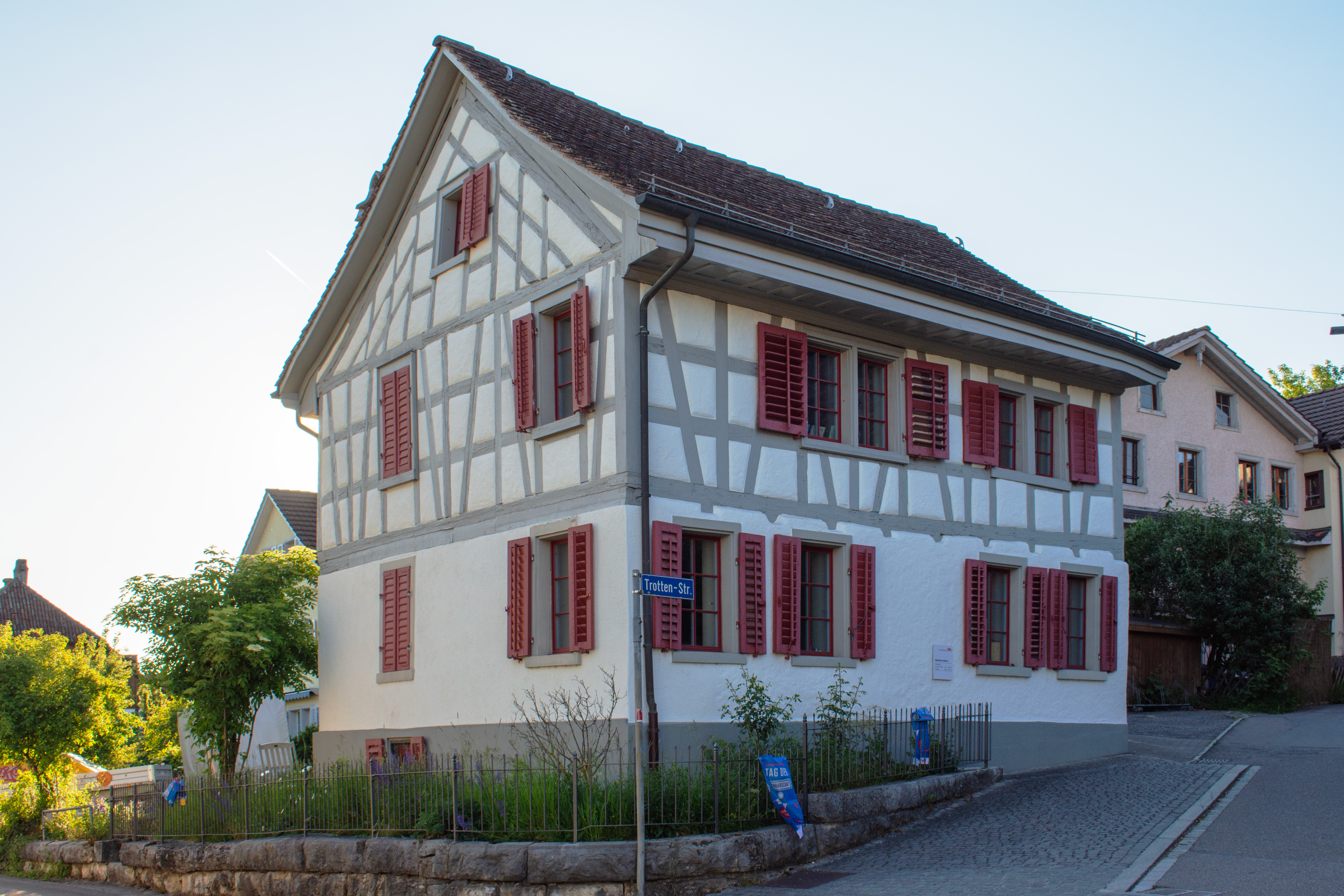
Bibliothek Veltheim (2025)

Die Bibliothek Veltheim ist eine Quartierbibliothek im System der öffentlichen Winterthurer Bibliotheken in der Schweizer Stadt Winterthur. Das ehemalige Schulhaus von 1789 in Veltheim ist ein Denkmalschutzobjekt.

## Denkmalschutz, Lage und Bedeutung
Das «Inventar schutzwürdiger Bauten» der Stadt verzeichnet die «Bibliothek» in der Trottenstrasse «1» als «Inventarobjekt kommunal» mit dem Baujahr «1760». Zur historischen Nahumgebung, die «nahezu vollständig erhalten» blieb, gehören der «mächtige» Mehrreihenständerbau Trottenstrasse «1» sowie die Riegelhäuser Ausserdorfstrasse «2/2a» und Trottenstrasse «5»: Das Tambürlihaus von 1563, ein Bauernhaus von 1750 und ein turmähnliches Wohngebäude von 1100. Letzteres ist ein «Inventarobjekt kommunal», die beiden anderen sind «Schutzobjekte kommunal», wie auch die weiteren umgebenden Häusern aus den Jahren von 1750 bis 1899. Als erstes Schulhaus der ehemaligen Gemeinde Veltheim hat das Gebäude neben seinem «Stellenwert im Ortsbild» auch «ortgeschichtlichen Wert».

## Beschreibung und Geschichte
Das Gebäude ist ein zweigeschossiger Riegelbau mit Satteldach. Es steht traufseitig zur Trottenstrasse.
Das Schulhaus wurde 1789 errichtet. Im Jahr 1980 wurde das Haus umgebaut und die Fassade einer Renovation unterzogen, bei der das Fachwerk im Obergeschoss und im Bereich der Giebel freigelegt wurde. Der Hauseingang an der Strassenseite wurde geschlossen und an die Westseite verlegt. Das Gebäude wurde 1981 als Bibliothek eröffnet. Nach Meinung des Stadtrats liesse «sich die Realisierung verantworten», obwohl die Bibliothek auf drei Stockwerke aufgeteilt wurde und damit «nicht in jeder Hinsicht als ideal» sei. Man habe das «schmucke Haus einem guten Verwendungszweck zugefügt» und es könne eine «Zierde des Dorfbildes» werden. Der Turnverein TV Veltheim hatte zu seinem 100-jährigen Jubiläums einen «Veltheimer Markt» veranstaltet und einen Betrag von 11'000 Franken der Stadt zur Einrichtung eines Treffpunktes in der Quartierbibliothek übergeben.

## Belege
1. 1 2  stadtplan.winterthur.ch: Inventar schutzwürdiger Bauten. (abgerufen am 1. März 2025)
2. ↑  Tambürlihaus im Winterthur Glossar. (15. Februar 2023, abgerufen am 6. März 2024)
3. 1 2  Bibliothek Veltheim im Winterthur Glossar. (5. April 2023, abgerufen am 1. März 2025)
4. ↑  Nur das Inventar schutzwürdiger Bauten nennt das Jahr «1760».
5. ↑  Trottenstrasse 1: In: Schutzwürdige Bauten der Stadt Winterthur. Denkmalpflege der Stadt Winterthur, Winterthur 2006.

Koordinaten: 47° 30′ 33,5″ N, 8° 42′ 57,6″ O; CH1903: 696226 / 262844